# Copa Presidente de la República de Voleibol
A Copa Presidente de la República foi um torneio internacional amistoso de voleibol feminino organizado pela Federación Peruana de Voleibol com o intuito de celebrar as Festas Patrias no Peru. Sua primeira edição foi realizada em 2009 e disputada por equipes da categoria adulta, enquanto a segunda edição contou com times da categoria Sub-20.

## Quadro Geral
| Ordem | País              | Medalha de ouro | Medalha de prata | Medalha de bronze | Total |
| ----- | ----------------- | --------------- | ---------------- | ----------------- | ----- |
| 1     | Brasil            | 1               | 0                | 0                 | 1     |
| 1     | Cuba              | 1               | 0                | 0                 | 1     |
| 3     | Peru              | 0               | 2                | 0                 | 2     |
| 4     | Trinidad e Tobago | 0               | 0                | 2                 | 2     |